# キャピラノ大学
キャピラノ大学（英: Capilano University）は、学部課程のみを持つカナダ・ブリティッシュコロンビア州の大学。キャピラノ・カレッジ（英: Capilano College）を前身とする。ブリティッシュコロンビア州ノースバンクーバー地区に本拠を置く州立の総合大学。

## 概観
1968年に現地の住民と教育委員会によって開学。大学の名前は、コースト・セイリッシュ族のスコーミッシュ（Sḵw̱wú7mesh）族の重要な指導者であったジョー・キャピラノ酋長にちなんで付けられノースバンクーバーのメインキャンパスとスカーミッシュのサテライト・キャンパスが1973年に、またシーシェルトのサテライト・キャンパスが1977年に設置された。キャンパスは、スコーミッシュ族、ツレイル・ワウトゥス族、マスカム族、リルワット族、シーシェルト族（shíshálh）の伝統的かつ先祖伝来の領土内に設立。
2008年、カレッジ（単科大学）から大学に昇格した。
2020年10月には、カナダ大学協会（Universities Canada：旧名称 The Association of Universities and Colleges of Canada）に加盟。

### 規模
学生数は学部生が約12,700名。うち9,000人が単位取得プログラム、1,200人近くが非単位プログラム、2,500人が留学生である。

### 学部
キャピラノ大学では100以上のプログラムを学ぶことができ、以下が主な分野である。
- 教育、健康、人間開発
- ビジネスと専門職研究
- アート及びサイエンス
- グローバル及びコミュニティ研究
- 美術・応用美術

## キャンパス
メインキャンパスをノースバンクーバー地区に、サテライト・キャンパスをスカーミッシュ、シーシェルトに構える。

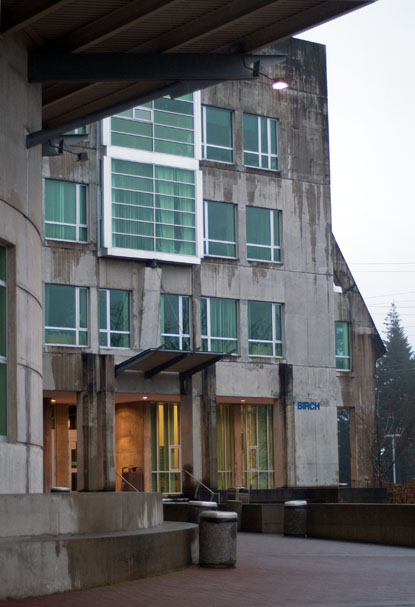
ノースバンクーバーキャンパスの建物の一部